# Verband Deutscher Mühlen
Der Verband Deutscher Mühlen e. V. (VDM) ist die wirtschafts- und sozialpolitische Interessenvertretung der deutschen Getreidemühlen. Mehr als 500 Mühlen mit über 90 Prozent der Brotgetreidevermahlung in Deutschland sind unmittelbar oder über Landesverbände Mitglied.

## Arbeitsbereiche
Der Verband mit Sitz in Berlin vertritt die Belange der Getreidemühlen und berät seine Mitglieder in politischen, sozialen, wirtschaftlichen, rechtlichen und technischen Fragen. Er ist von der kommunalen bis zur EU-Ebene Ansprechpartner für Parlament, Ministerien, Verwaltung, Wissenschaft und andere Organisationen in berufsständischen Fragen. Der Verband ist für die Kommunikation mit Lieferanten, Abnehmern, Medien und Öffentlichkeit zuständig. 
In den Ausschüssen des VDM beschäftigen sich Experten aus der Mühlenwirtschaft mit folgenden Themen:
- Ausbildung & Betrieb
- Qualität & Sicherheit
- Rohstoffe & Märkte
- Wissenschaft & Ernährung

Der VDM ist Mitglied in der Bundesvereinigung der Deutschen Ernährungsindustrie (BVE), dem Bund für Lebensmittelrecht und Lebensmittelkunde (BLL), der Arbeitgebervereinigung Nahrung und Genuss (ANG), dem Zentralverband des Deutschen Handwerks (ZDH), bei European Flour Millers (EFM), der Arbeitsgemeinschaft Getreideforschung (AGF) und im Forschungskreis der Ernährungsindustrie (FEI).

## Geschichte
Am 27. Mai 1867 wurde der Verband Deutscher Müller (VDM) ins Leben gerufen. 1899 gründeten die Großmüller den Verein Deutscher Mühlenindustrieller, der noch im selben Jahr in Verein Deutscher Handelsmüller umbenannt wurde. Ebenfalls 1899 entstand der Deutsche Müllerbund als Abspaltung vom Verband Deutscher Müller. Bis 1933 bestanden die drei Mühlenverbände nebeneinander, dann wurde der Verband Deutscher Müller aufgelöst. Die drei Mühlenverbände wurden daraufhin in zwei Mühlengruppen umorganisiert, die bis zum Ende des Zweiten Weltkriegs fortbestanden: Die Industriemühlen bildeten die „Fachgruppe Getreidemühlenindustrie“ der „Wirtschaftsgruppe Lebensmittelindustrie“ und die Handwerksmühlen den „Reichsinnungsverband des deutschen Müllerhandwerks“ beim „Reichsstand des deutschen Handwerks“ in der „Reichsgruppe Handwerk“.  
1948 wurde die Arbeitsgemeinschaft Deutscher Handelsmühlen (ADH) in Frankfurt am Main zunächst für die Industriemühlen der Bizone neu- bzw. wiedergegründet. Die Anfänge der ADH lagen in dem zuvor schon 1946 in der britischen Besatzungszone gegründeten „Verband Nord- und Nordwestdeutscher Handelsmühlen“. Der Sitz der ADH wurde 1950 nach Bonn, dem damaligen Sitz der Bundesregierung, verlegt. 1957 kamen die saarländischen Mühlen mit dem Beitritt des Saarlandes zur Bundesrepublik Deutschland hinzu, 1990 viele Mühlen aus der ehemaligen DDR. 1998 haben sich die ADH und der Deutsche Müllerbund zum heutigen Verband Deutscher Mühlen (VDM) zusammengeschlossen.
Im Februar 2013 erhielt der Verband zusammen mit Unternehmen der Mühlenindustrie im Rahmen eines Kartellverfahrens eine Geldstrafe. Seit 2001 waren unerlaubte Preisabsprachen erfolgt. Das Bundeskartellamt hatte seit 2008 diesbezüglich ermittelt.

## Mühlenbranche
Die Mühlenbranche umfasst die Bereiche Brotgetreidevermahlung, Vermahlung von Durum-Weizen (Hartweizen) und Mais, Mischfutterherstellung sowie Schäl- und Reismüllerei. Der Verband bündelt die Mühlen, die Brotgetreide und Mais vermahlen. 
Mit einer Vermahlungsmenge von etwa acht Millionen Tonnen Brotgetreide (Weichweizen und Roggen) im Jahr ist die Getreidemüllerei Partner der Landwirtschaft und der Lebensmittelhersteller. Die deutschen Mühlen produzieren jährlich  6,5 Millionen Tonnen Mahlerzeugnisse – 5,7 Millionen Tonnen Weizen- und 800.000 Tonnen Roggenmehl. Knapp zehn Prozent davon werden exportiert. Neben Mahlerzeugnissen für die menschliche Ernährung stellen die Mühlen jährlich ca. 1,5 Millionen Tonnen Mühlenfuttermittel her. Mit rund 6.000 Beschäftigten, darunter 600 Auszubildenden, erwirtschaften sie einen Jahresumsatz von knapp 2,5 Milliarden Euro. 
Die Müller, heute Verfahrenstechnologe/technologin Mühlen- und Getreidewirtschaft genannt, stellen in Deutschland 24 Standard-Mahlerzeugnisse her, darunter auch Vollkornmehl und -schrot. Hinzu kommen Spezialmehle oder -schrote. Das Sortiment der Mühlen bildet die Grundlage für das deutsche Backwarenangebot mit über 300 Brot- und 1.200 Kleingebäcksorten.